# Suuri-Mieloo
Suuri-Mieloo är en sjö i kommunen Nyslott i landskapet Södra Savolax i Finland. Sjön ligger 115 meter över havet. Arean är 1,5 kvadratkilometer och strandlinjen är 10,13 kilometer lång. Sjön  ingår i Vuoksens huvudavrinningsområde.   Den ligger omkring 65 kilometer öster om S:t Michel och omkring 270 kilometer nordöst om Helsingfors. 